# The Abbey Road Sessions (альбом Кайли Миноуг)
The Abbey Road Sessions — сборник песен австралийской певицы Кайли Миноуг, выпущенный 24 октября 2012 года на лейбле Parlophone. Диск был спродюсирован Стивом Андерсоном и Коллином Эллиотом. На пластинке представлены 16 композиций, которые были полностью перезаписаны в новых музыкальных аранжировках. Альбом был выпущен в честь 25-летней годовщины Миноуг в музыкальной индустрии. Запись диска проходила в ноябре 2011 года на студиях «Эбби-Роуд» в Лондоне. Композиции выдержаны в стиле оркестральной музыки. Инструментал песен включает в себя гитару, фортепиано, струнные и ударные музыкальные инструменты.
Главным синглом альбома стала композиция «Flower», написанная в 2007 году. Сборник получил положительные отзывы критиков, которые хвалили вокальное исполнение певицы, хотя некоторые рецензенты не оценили переход Миноуг к оркестральной музыке. В чартах пластинка имела умеренный успех, попав в топ-40 хит-парадов Австралии, Ирландии, Швейцарии, Франции и Новой Зеландии. В чарте Великобритании альбом добрался до второй позиции, получив в этой стране золотой статус. В рамках промоушена пластинки Миноуг выступала на различных телешоу и мероприятиях.

## История создания
11 ноября 2011 года Миноуг выступила на студиях «Эбби-Роуд» в Великобритании в рамках специальной презентации лейбла EMI. Во время выступления, на котором певица исполнила хиты «All the Lovers» и «On a Night Like This», ей аккомпанировал оркестр из 22-х человек. В тот же вечер Миноуг объявила о грядущем студийном альбоме, которым она решила отпраздновать своё 25-летие в музыкальной индустрии. Кроме того, певица подтвердила, что в будущий релиз войдут акустические и оркестральные версии многих её хитов. В октябре 2012 года Миноуг дала интервью, в котором рассказала о записи пластинки. Певица прокомментировала, что она экспериментирует с другими музыкальными стилями, но, по её словам, это не отдаляет её от танцевальной музыки. Миноуг говорила, что изначально студия «Эбби-Роуд» казалась ей «немного пугающей», но отметила, что для неё это был «замечательный» опыт.
13 декабря 2012 года на официальном канале Миноуг в YouTube состоялась премьера композиции «Breathe», которая была записана для альбома, но в финальный трек-лист не попала.

## Синглы
Главным синглом альбома стала композиция «Flower», написанная в 2007 году для десятого студийного альбома Миноуг X, но не вошедшая в него. Песня получила положительные отзывы критиков. Композиция попала в топ-40 хит-парада Бельгии (во Фландрии и Валлонии), но не сумела попасть в топ-50 нидерландского чарта. После выпуска The Abbey Road Sessions, сингл попал в хит-парад Великобритании, продержавшись в нём неделю на 96-й позиции.
В качестве второго сингла была выпущена песня «On a Night Like This» из седьмого альбома Миноуг Light Years.

## Список композиций
Все треки спродюсированы Стивом Андерсоном и Коллином Эллиотом, за исключением песни «Flower», спродюсированной Андерсоном.
| №                   | Название                                                                     | Автор(ы)                                                              | Длительность |
| ------------------- | ---------------------------------------------------------------------------- | --------------------------------------------------------------------- | ------------ |
| 1.                  | «All the Lovers» (Aphrodite, 2010)                                           | Джим Эллиот, Мима Стилвелл                                            | 3:22         |
| 2.                  | «On a Night Like This» (Light Years, 2000)                                   | Стив Торч, Марк Тейлор, Грэхем Стэк, Брайан Роулинг                   | 3:00         |
| 3.                  | «Better the Devil You Know» (Rhythm of Love, 1990)                           | Майк Сток, Мэт Эйткен, Пит Уотерман                                   | 3:58         |
| 4.                  | «Hand on Your Heart» (Enjoy Yourself, 1989)                                  | Сток, Эйткен, Уотерман                                                | 3:36         |
| 5.                  | «I Believe in You» (Ultimate Kylie, 2004)                                    | Кайли Миноуг, Скотт Хоффман, Джейсон Селлардс                         | 2:48         |
| 6.                  | «Come Into My World» (Fever, 2001)                                           | Кэти Деннис, Роб Дэвис                                                | 3:32         |
| 7.                  | «Finer Feelings» (Let's Get to It, 1991)                                     | Сток, Уотерман                                                        | 3:35         |
| 8.                  | «Confide in Me» (Kylie Minogue, 1994)                                        | Андерсон, Дэйв Симан, Эдвард Бартон                                   | 4:08         |
| 9.                  | «Slow» (Body Language, 2003)                                                 | Миноуг, Dan Carey, Эмилиана Торрини                                   | 4:08         |
| 10.                 | «The Loco-Motion» (Kylie, 1988)                                              | Джерри Гоффин, Кэрол Кинг                                             | 2:34         |
| 11.                 | «Can't Get You Out of My Head» (Fever, 2001)                                 | Деннис, Дэвис                                                         | 3:33         |
| 12.                 | «Where the Wild Roses Grow» (совместно с Ником Кейвом; Murder Ballads, 1996) | Ник Кейв                                                              | 4:05         |
| 13.                 | «Flower»                                                                     | Миноуг, Андерсон                                                      | 3:31         |
| 14.                 | «I Should Be So Lucky» (Kylie, 1988)                                         | Сток, Эйткен, Уотерман                                                | 3:14         |
| 15.                 | «Love at First Sight» (Fever, 2001)                                          | Миноуг, Ричард Стэннард, Джулиан Галлахер, Эш Хаус, Мартин Харрингтон | 3:35         |
| 16.                 | «Never Too Late» (Enjoy Yourself, 1989)                                      | Сток, Эйткен, Уотерман                                                | 3:01         |
| Общая длительность: | Общая длительность:                                                          | Общая длительность:                                                   | 55:34        |

| №                   | Название            | Автор(ы)                        | Длительность |
| ------------------- | ------------------- | ------------------------------- | ------------ |
| 17.                 | «Wow» (X, 2007)     | Миноуг, Грег Кёрстин, Карэн Пул | 3:04         |
| Общая длительность: | Общая длительность: | Общая длительность:             | 58:38        |

| №                   | Название               | Автор(ы)                                                  | Длительность |
| ------------------- | ---------------------- | --------------------------------------------------------- | ------------ |
| 17.                 | «In My Arms» (X, 2007) | Миноуг, Кельвин Харрис, Стэннард, Пол Харрис, Джулиан Пик | 3:04         |
| Общая длительность: | Общая длительность:    | Общая длительность:                                       | 59:14        |